# شکریال
شکریال (به انگلیسی: Shakrial) یک روستا در پاکستان است که در پنجاب واقع شده‌است.